# Доходный дом А. Д. Дальберга и И. А. Кохендерфер
Доходный дом А. Д. Дальберга и И. А. Кохендерфер (также упоминается в источниках как доходный дом А. Д. Дальберга и К. К. Кохендерфера) — памятник архитектуры. Расположен в Петроградском районе Санкт-Петербурга, современный адрес дома — Большой проспект Петроградской стороны, 106, набережная реки Карповки, 8.
Здание построено гражданскими инженерами А. Д. Дальбергом и К. К. Кохендерфером (мужем совладелицы, Иоганны-Элеоноры Августовны Кохендерфер) в 1910—1912 годах. У обоих были кооперативные квартиры в здании, которое позднее принадлежало Товариществу постоянных квартир «Совладение». У здания криволинейный абрис, высокие эркеры, гладкие на контрасте со стеной, имеющей фактуру, первый этаж облицован красным кирпичом. Рядом со зданием сделан небольшой курдонёр.
В интерьерах лестниц сохранились элементы оригинального оформления, в том числе декоративное остекление бесцветным фактурным стеклом типа «Kaleidoscope».